# Ås (Akershus)
Ås è un comune norvegese della contea di Akershus.
Nel territorio comunale ha sede l'importante istituto di insegnamento accademico Universitetet for miljø- og biovitenskap (Norwegian University of Life Sciences). 
In questa città nacque e morì la pittrice Karen Holtsmark (1907-1998).